# Хомеостаза
Хомеостазата (или хомеостазис, от гръцки: ὅμοιος, „hómoios“ – еднакъв, подобен, съвпадащ и „стасис“- стоя, състояние) е свойство на една отворена система, особено на живите организми, да регулира вътрешната си среда така, че да поддържа стабилно, постоянно състояние, чрез многобройни корекции на динамичното равновесие, управлявани от взаимносвързани регулаторни механизми. Примери за хомеостаза: регулация на температурата, баланс между киселинност и алкалност (pH) и други.
Терминът е въведен през 1932 г. от Уолтър Кенън .

## Обзор
Понятието се използва най-често в смисъла си на биологична хомеостаза. Многоклетъчните организми изискват хомеостатична вътрешна среда, за да живеят. Някои еколози смятат, че този принцип важи и за глобалната среда.
Много екологични, биологични и обществени системи са хомеостатични. Те се съпротивляват на промените, за да поддържат равновесие. Ако системата не успее да възстанови баланса си, тя може да спре да функционира.
Сложните системи, като човешкото тяло, трябва да имат хомеостаза, за да поддържат стабилността си и да оцеляват. Тези системи не само трябва да издържат, за да оцелеят. Те трябва да се адаптират и еволюират към промените в околната среда.

### Разновидности на хомеостазата
Химическият състав на организмите обикновено се променя със скоростта на растежа, както е обяснено в теорията на динамичния енергиен бюджет, която очертава структурата и (една или повече) резерви в един организъм.
- Силна хомеостаза означава, че структурата и резервата не променят състава си. Тъй като количеството резерва и структура могат да се променят, това все още позволява определени промени в състава на цялото тяло.
- Слаба хомеостаза означава, че съотношението между количествата резерва и структура остава постоянно, докато наличието на храна е постоянно, дори и когато организмът расте. Това означава, че съставът на цялото тяло остава постоянен през време на растежа.
- Структурна хомеостаза означава, че субиндивидуалните структури растат в хармония с целия индивид.

### Свойства на хомеостазата
Хомеостатичните системи имат няколко свойства:
- Те са ултрастабилни: системата е способна да проверява по какъв начин трябва да бъдат коригирани променливите ѝ.
- Цялата им организация (вътрешна, структурна и функционална) допринася за поддържане на равновесие.

Основни примери за хомеостаза при бозайниците са:
- Регулирането на количеството вода и минерали в тялото. Това се нарича осморегулация и се извършва в бъбреците.
- Изхвърлянето на метаболитния боклук. Това се нарича отделяне и се извършва от отделителните органи, като бъбреците и белите дробове.
- Регулирането на телесната температура. Извършва се главно от кожата.
- Регулирането на нивото на глюкоза в кръвта. То се осъществява основно от черния дроб и инсулина, отделян от задстомашната жлеза в тялото.

Важно е да се отбележи, че докато организмите проявяват равновесие, тяхното физиологично състояние не е задължително статично. Много организми проявяват ендогенни флуктуации, под формата на циркаден (с период от 20 до 28 часа), ултраден (с период <20 часа) и инфраден (с период >28 часа) ритми. Така че дори в хомеостаза, телесната температура, кръвното налягане, пулса и повечето метаболитни показатели не са винаги на постоянно равнище, но се изменят предсказуемо във времето.

### Механизми на хомеостазата

#### Обратна връзка
Когато стойността на една променлива се промени, има два основни вида обратна връзка, на които системата реагира:
- Отрицателна обратна връзка е реакция, при която системата отговаря така, че да обърне посоката на промяната. Тъй като това е склонност да се държат нещата постоянни, то позволява поддържането на хомеостазата. Например, когато концентрацията на въглероден диоксид в човешкото тяло се увеличи, на белите дробове се подава сигнал да увеличат активността си и да изхвърлят повече въглероден двуокис. Терморегулацията е друг пример за отрицателна обратна връзка. Когато телесната температура се повиши (или падне), рецепторите в кожата и хипоталамуса усещат промяната и активират команда от мозъка. Тя от своя страна предизвиква правилната реакция, в случая намаляване (или повишаване) на телесната температура.
- При положителната обратна връзка реакцията е да се увеличи промяната. Това има дестабилизиращ ефект и не спомага за хомеостазата. Положителната обратна връзка се среща по-рядко в естествените системи, отколкото отрицателната, но си има своите приложения. В нервите, например, един прагов електрически потенциал активира генерирането на много по-голям акторен потенциал. Две изключения: съсирването на кръвта и събитията при раждане, са други видове положителна обратна връзка.

Способните да поддържат равновесие системи изискват комбинация от двата вида обратна връзка. Най-общо казано, с откриването на отклонение от хомеостатичното състояние, се включват положителни обратни връзки, а след като се достигне хомеостатичното състояние, се прилагат отрицателни обратни връзки, като реакции за „фина настройка“. Така се създава състояние на „метастабилност“, при което хомеостатичните условия се поддържат в определени граници, но ако тези граници се нарушат, системата може да прескочи неуправляемо в изцяло нова (и възможно по-малко желана) ситуация на хомеостаза. Такива катастрофални измествания могат да се случат с увеличаване на хранителните вещества в бистри реки, където внезапно се получава хомеостатично състояние на висока еутрофикация (цъфтеж на водата) и мътност.